# Разумовские
Разумо́вские — княжеский, графский и дворянский род.
Род графов Разумовских внесён в V часть дворянской родословной книги Санкт-Петербургской губернии.

## Происхождение и история рода
Несмотря на то, что происхождение Разумовских было хорошо известно современникам и потомкам, да и не скрывалось, появилась фантастическая генеалогия, выводившая новый род от западнорусского шляхтича князя Романа Ружинского.
В действительности род происходит от рядового казака Якова Романовича Розума, имевшего двух сыновей: Ивана — родоначальника угасшей дворянской ветви Разумовских, и Григория (ум. 1730). Сын Григория Алексей возведён (16 мая 1744) в графское достоинство Священной Римской империи, а Высочайшим указом (15 июля 1744) он и его брат Кирилл Разумовские, возведены с нисходящими потомками в графское достоинство Российской империи. Сын Кирилла, граф Андрей Кириллович получил титул князь (1814), пожалован титулом Светлости (1815). С его смертью пресёкся княжеский род Разумовских (1836).
Род продолжился потомством Кирилла Разумовского, имевшего пять сыновей (в их числе Алексей Кириллович и Андрей Кириллович).
Младший его сын, бригадир Григорий (1759—1837), женился (с 1790) на баронессе Генриетте Мальцен (ум. 1827), а затем, не разведясь с ней, женился на баронессе Терезии-Елизавете Шенк-де-Кастель (1790—1818). Этот брак не был признан Священным Синодом в Российской империи и после смерти 2-й жены, он с двумя сыновьями: бездетным Максимилианом (1807—1849) и Львом (1814—1868) покинул Россию. Они приняли Австрийское подданство и перешли в протестантскую веру. Указом (02 июля 1811) Австрийского императора Франца II, Григорий Кириллович признан в графском Богемского королевства достоинстве. Этот титул сохраняли его потомки.
В Российской империи род графов Разумовских считается угасшим со смертью графа Петра Алексеевича в 1829 году.

## Известные представители

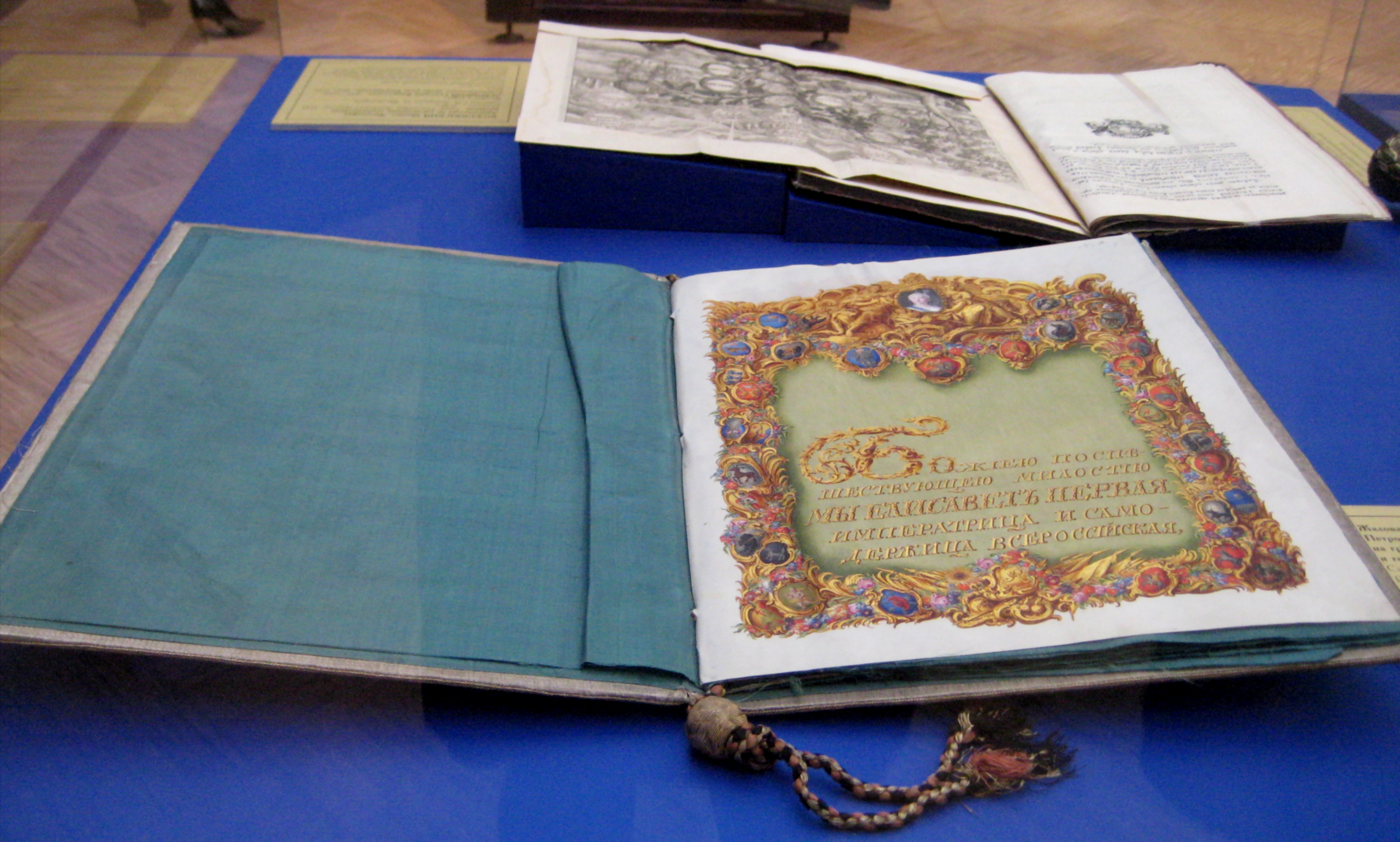
Грамота о возведении Алексея Разумовского в графское достоинство

- Розум, Григорий Яковлевич (1685 – 1730) — первый известный представитель рода. Казак Черниговской губернии. Спился и умер, оставив семью ни с чем.
- Разумовская, Наталья Демьяновна (урожденная Демешко по прозвищу Розумиха; ? — 1762) — казачка из Черниговской губернии, вдова Григория Розума, статс-дама двора императрицы Елизаветы, мать её фаворита Алексея и гетмана Кирилла Разумовских.
- Разумовский, Алексей Григорьевич (1709—1771) — фаворит императрицы Елизаветы Петровны. Не состоял в браке (кроме предполагаемого тайного венчанного брака с императрицей) и не имел законных детей.
- Разумовский, Кирилл Григорьевич (1728—1803) — младший брат А. Г. Разумовского, граф, генерал-фельдмаршал, последний (до П. П. Скоропадского) гетман Украины. От брака с Екатериной Ивановной Разумовской, урождённой Нарышкиной (1729—1771) имел одиннадцать детей:
  - Наталья Кирилловна (1747—1837) — фрейлина, с 1772 года супруга Н. А. Загряжского (1743—1821).
  - Алексей Кириллович (1748—1822) — министр народного просвещения, действительный камергер, тайный советник, сенатор.
  - Елизавета Кирилловна (1749—1813) — фрейлина, с 1776 года супруга П. Ф. Апраксина (1728—1813).
  - Пётр Кириллович (1751—1823) — обер-камергер. Супруга — Софья Степановна (1746—1803), урождённая Ушакова, фаворитка императора Павла I, от которого имела внебрачного сына, от мужа детей не имела.
  - Андрей Кириллович (1752—1836) — светлейший князь, русский посол в Неаполе, Швеции, Австрии.
  - Дарья Кирилловна (1753—1762) — скончалась девятилетним ребёнком, похоронена в семейной усыпальнице своей матери в Высоко-Петровском монастыре в Москве.
  - Анна Кирилловна (1754—1826) — фрейлина, супруга В. С. Васильчикова.
  - Прасковья Кирилловна (1755—1808) — фрейлина, супруга генерал-фельдмаршала И. В. Гудовича (1741—1820).
  - Лев Кириллович (1757—1818) — генерал-майор. Супруга — Мария Григорьевна (1772—1865), урождённая княжна Вяземская, в первом браке княгиня Голицына (первый супруг проиграл её второму в карты).
  - Григорий Кириллович (1759—1837) — геолог, ботаник, литератор, жил почти постоянно за границей. Первый раз женился по католическому обряду на баронессе Генриетте Мальсен, второй раз (втайне от первой жены и не разводясь с ней) по православному обряду на баронессе Терезе Елизавете Шенк де Кастель. Его дети от второго брака не были признаны законными в России, но были признаны законными детьми и графами в Австрии, где остались.
  - Иван Кириллович (1761—1802) — генерал-майор, командир Малороссийского гренадерского полка.

Из шести сыновей Кирилла Разумовского четверо — Пётр, Андрей, Лев и Иван не имели законных детей. Министр народного просвещения Алексей Кириллович Разумовский имел пятерых законных детей:
- - Пётр Алексеевич (1775—1835) — генерал-майор. По ходатайству отца был выслан в Одессу с запретом появляться в Санкт-Петербурге. Скончался в Одессе, законных детей не имел.
  - Кирилл Алексеевич (1777—1829) — камергер, по требованию отца был объявлен помешанным и заперт навечно в Шлиссельбургскую крепость, в которой скончался.
  - Екатерина Алексеевна (1777—1780) — умерла в младенчестве
  - Варвара Алексеевна (1778—1864) — с 1802 супруга князя Н. Г. Репнина-Волконского, благотворительница, много сделавшая для женского образования.
  - Екатерина Алексеевна (1781—1849) — фрейлина, с 1811 года — супруга министра народного просвещения графа С. С. Уварова (её отец и супруг в разное время занимали одну и ту же должность).

На потомстве Алексея Кирилловича род Разумовских в России пресёкся, но остались потомки Григория Кирилловича Разумовского, принявшие австрийское подданство (род существующий). Также от внебрачной связи Алексея Кирилловича с Марией Соболевской произошёл влиятельный дворянский род Перовских. Руководительница «Народной воли» Софья Перовская приходилась А. К. Разумовскому правнучкой.

## Гербы и их описания

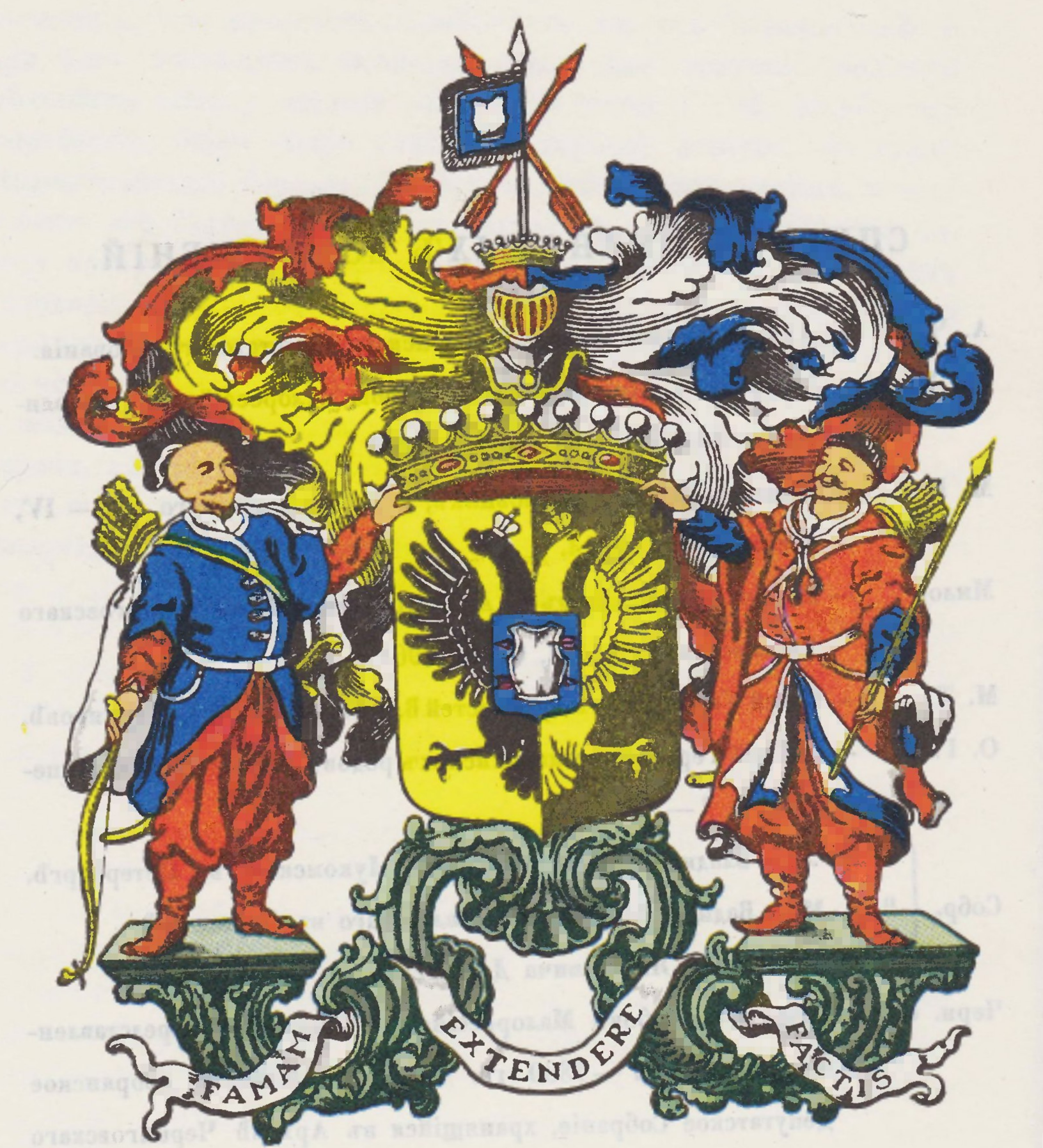
Герб Разумовских (первый вариант)
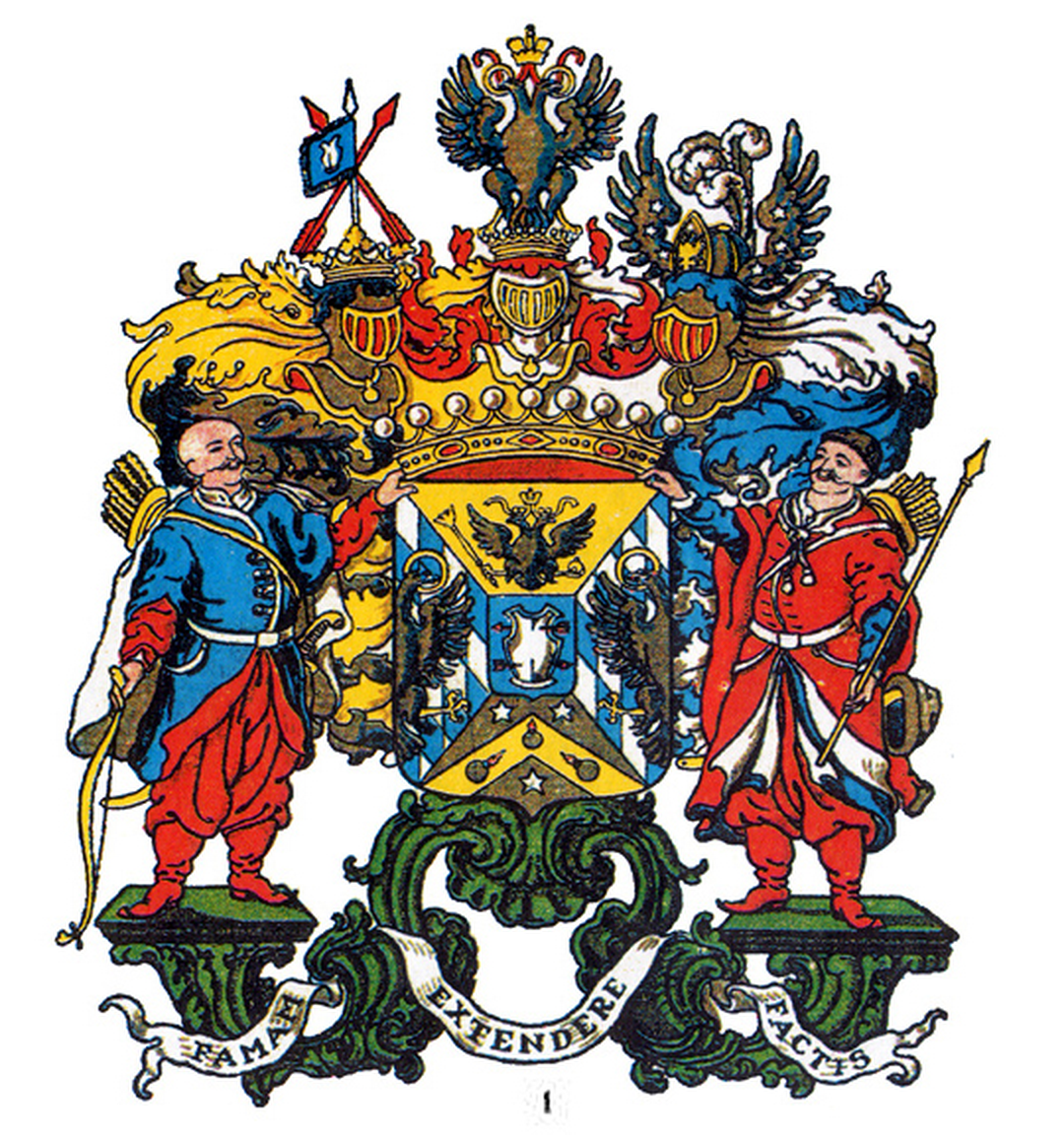
Герб графа А.Г Разумовского

#### Герб. Часть I. № 21.
Герб графов Разумовских:
Щит, разделённый вертикально на две равные части, имеет золотое и чёрное поле, в которых изображён двуглавый коронованный орёл, переменного с полями цвета. На груди этого орла находится малый голубой щиток, который содержит родовую эмблему: серебряную, пробитую поперёк с обеих сторон двумя красными стрелами, лату. Поверх всего щита наложена обыкновенная графская корона, над которой поставлен серебряный коронованный шлем с девятью золотыми обручами, по краям обложенный золотом, с висящим на нём золотым клейнодом и со стоящим сверху короны голубым знаменем с изображённой на нём вышеописанной серебряной латой. За знаменем находятся две красные крестообразно приложенные вверх летящие стрелы. По сторонам щита опущен намёт: справа — красного и чёрного цветов, подложенный золотом, а слева — голубого и красного, подложенный серебром.
На месте щитодержателей стоят: с одной стороны вооружённый скиф с открытой головой, в левой руке держащий щит, у которого верхнее одеяние голубого цвета, а нижнее — красного, на поясе висят серебряная сабля, в руке золотой скифский лук, за спиной колчан. С другой стороны таким же образом вооружённый поляк с открытой головой, держащий правой рукой щит, у которого верхнее платье красного, а нижнее голубого цвета. В другой руке он держит золотое метательное копьё.
Девиз: «FAMAM EXTENDERE FACTIS», что в переводе с латинского значит: «Славу приумножают делами».

#### ДС. Часть 20. № 44.
Пожалован Алексею Григорьевичу Разумовскому, Лейб-компании капитан-поручику:
Военной прямо стоящей наподобие Андреева креста на четверо разделенный щит с лазуревым щитком в середине, содержащим двумя красными стрелами с обеих сторон поперёк пробитую лату, яко родовой герб фамилии Разумовских.
В вершине сего щита изображен чёрный двуглавый златом коронованный орёл, у которого носы, лапы и на груди крест также и в когтях обыкновенные клейноды златые, в знак Нашей к нему Высочайшей Императорской милости и в засвидетельствование вышеописанных его Нам и Империи Нашей показанных знатных заслуг, а внизу в чёрном поле золотое стропило с наложенными на нем тремя горящими гранатами натурального цвету между тремя серебряными звездами для показания его службы и достоинства при Нашей Лейб-компании.
С обеих же боков щита в продолговатых шахматных полях лазуревого и серебряного цветов положен располовинчатый чёрный орёл из краёв щита к середине обращенной, яко наддание от его Римско-Императорского Величества в знак его Величества к нему особливой милости. Сверх всего щита наложена графам Российской и Римской Империи свойственная корона над которою являются три турнирные шлема обыкновенными обручами и приличными им клейнодами и цепями украшенные, из которых средней серебряной и по достоинству коронованной шлем держит на себе полного Римской Империи орла над главами златого Императорскою короною и притом златыми диадемами украшенного, у которого носы и когти того же металла.
Второй шлем, с правой стороны, украшен лазуревым прапором с изображенною на нём серебряной латою, на среднем щитке описанною, и с приложенными при том наподобие Андреева креста двумя красными вверх летящими стрелами, а третей с левой стороны находящейся шлем показывает гренадерскую шапку Лейб-компании с белыми страусовыми перьями, обращенную к правой стороне и поставленную между двумя распростертыми чёрными орловыми крылами, на которых означены по три серебряные звезды. Намёт: опущен к середине красного, с правой стороны чёрного, а с левой стороны лазуревого цветов, подложенной золотом и серебром.
На месте щитодержателей стоят: с одной стороны вооружённый скиф с открытой головой, в левой руке держащий щит, у которого верхнее одеяние голубого цвета, а нижнее — красного, на поясе висят серебряная сабля, в руке золотой скифский лук, за спиной колчан. С другой стороны таким же образом вооружённый поляк с открытой головой, держащий правой рукой щит, у которого верхнее платье красного, а нижнее голубого цвета. В другой руке он держит золотое метательное копьё.
Девиз: «FAMAM EXTENDERE FACTIS», что в переводе с латинского значит: «Славу приумножают делами».